# Late Night Shopping
Late Night Shopping é um filme anglo-britânico de comédia fundado pela FilmFour Productions. O filme conta a história de quatro jovens amigos (Sean, Vincent, Jody e Lenny) sendo que todos trabalham no turno da noite em trabalhos estressantes ou ruins (o hospital, o supermercado a fábrica e um centro de atendimento, respectivamente) que depois se encontram em um café após o trabalho para passar o tempo.

## Sinopse
Nenhum dos quatro faz algo da vida, além do trabalho entediante e de se encontram no café. Sean (Luke de Woolfson) não vê sua namorada a três semanas e ainda se pergunta se ela ainda mora no seu apartamento. Vincent (James Lance) é um "homem das mulheres" que tem como regra pessoal nunca sair com a mesma garota mais de três vezes. Lenny (Enzo Cilenti) vê toda mulher como uma atriz pornô, mas não tem coragem nem de chamar uma colega de trabalho para sair em um encontro. Jody (Kate Ashfield) não consegue contar para os outros que fora despedida de seu trabalho, mas ainda aparece após o "trabalho" para conversar com eles.

## Elenco
- Luke de Woolfson… Sean
- James Lance… Vincent
- Kate Ashfield… Jody
- Enzo Cilenti… Lenny
- Heike Makatsch… Madeline Zozzocolovich
- Shauna Macdonald… Gail
- Sienna Guillory… Susie
- Laurie Ventry… Joe